# Jasan u zámečku
Jasan u zámečku (jasan ztepilý) je památný strom rostoucí v obci Ludvíkov, v mikroregionu Sdružení obcí Vrbenska, v okrese Bruntál, na levém břehu Bílé Opavy a vlevo od hlavní silnice procházející obcí (silnice II/445). Nachází se nedaleko bývalého zámečku. Jen asi 40 metrů od tohoto jasanu roste další památný strom, lípa u zámečku. Ale zatímco lípa roste na větší travnaté ploše (u dětského hřiště), jasan je obtížně přístupný, protože pěšinka k němu je velmi zarostlá.

## Základní údaje
- Druh: jasan ztepilý (Fraxinus excelsior L.)
- Chráněným stromem byl vyhlášen 28. září 2000.[1]
- Obvod kmene: 410 cm
- Výška stromu: 31 metrů
- Odhadované stáří stromu: 130–180 let[2]
- Poloha: 50°6′44″ s. š., 17°20′40″ v. d.

## Další památné stromy vLudvíkově
Na katastrálním území obce Ludvíkov se v roce 2024 nachází celkem pět vyhlášených památných stromů, z toho čtyři jsou v intravilánu obce. Mohutná jedle bělokorá, nazývaná Jedle Vévodkyně se nachází u silnice mezi Karlovou Studánkou a Ludvíkovem ještě před začátkem obce, ve směru do Ludvíkova vlevo od silnice II/445. 
Dále již v intravilánu (ve směru na Vrbno pod Pradědem a po proudu Bílé Opavy) to nejprve je jasan v bývalém areálu Jitřenka (jasan ztepilý, výška 27 metrů, obvod kmene asi 400 centimetrů), třetí je lípa nad řekou (rovněž kříženec lípa obecná, výška 27 metrů a největší obvod mezi památnými stromy v Ludvíkově: 544 cm), čtvrtá je nedaleká lípa u zámečku (rovněž lípa obecná, výška 31 metrů, obvod kmene asi 462 centimetrů) a pátý zde popisovaný jasan u zámečku.

## Fotogalerie

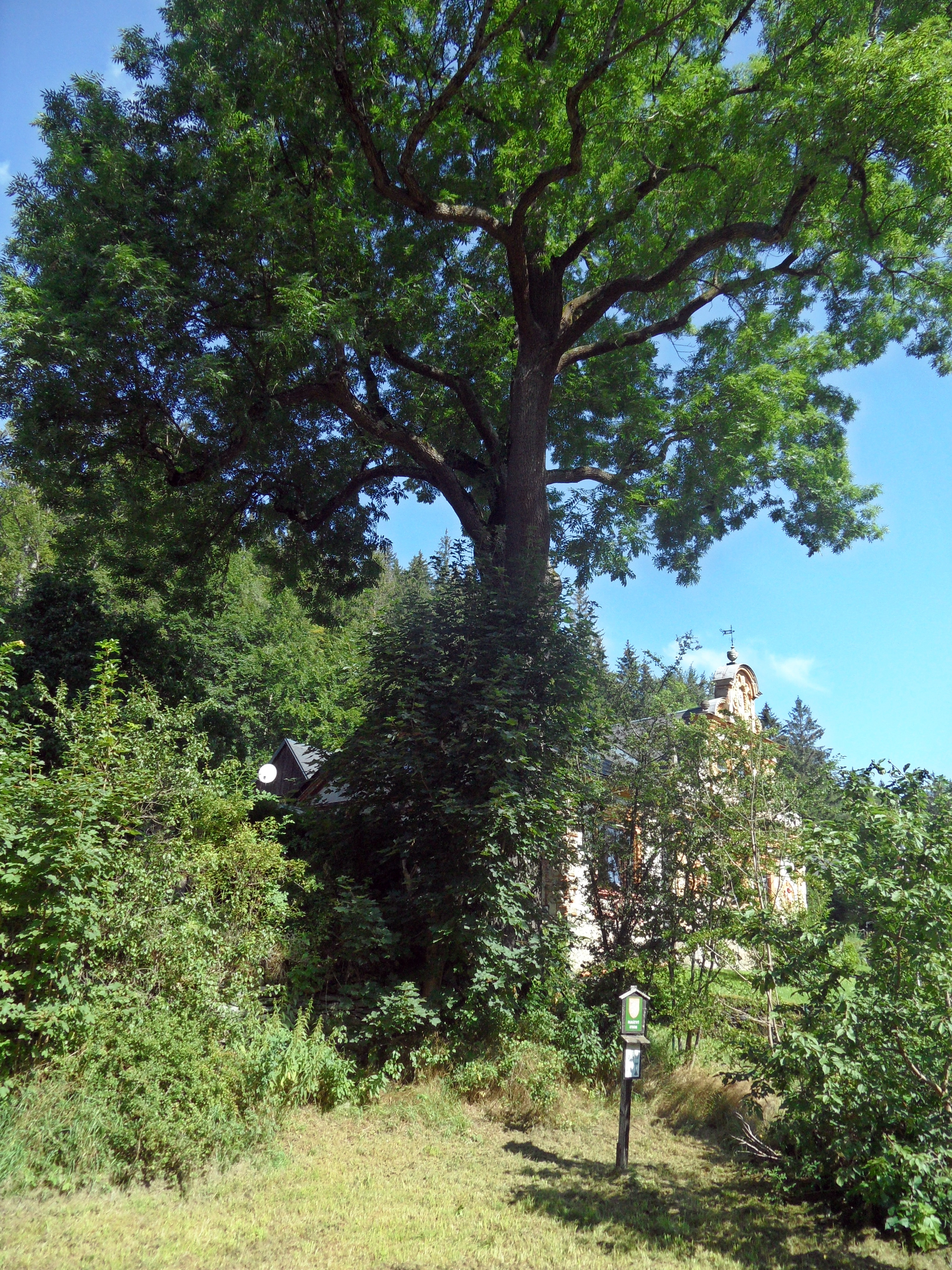
Celkový pohled a označení památného stromu
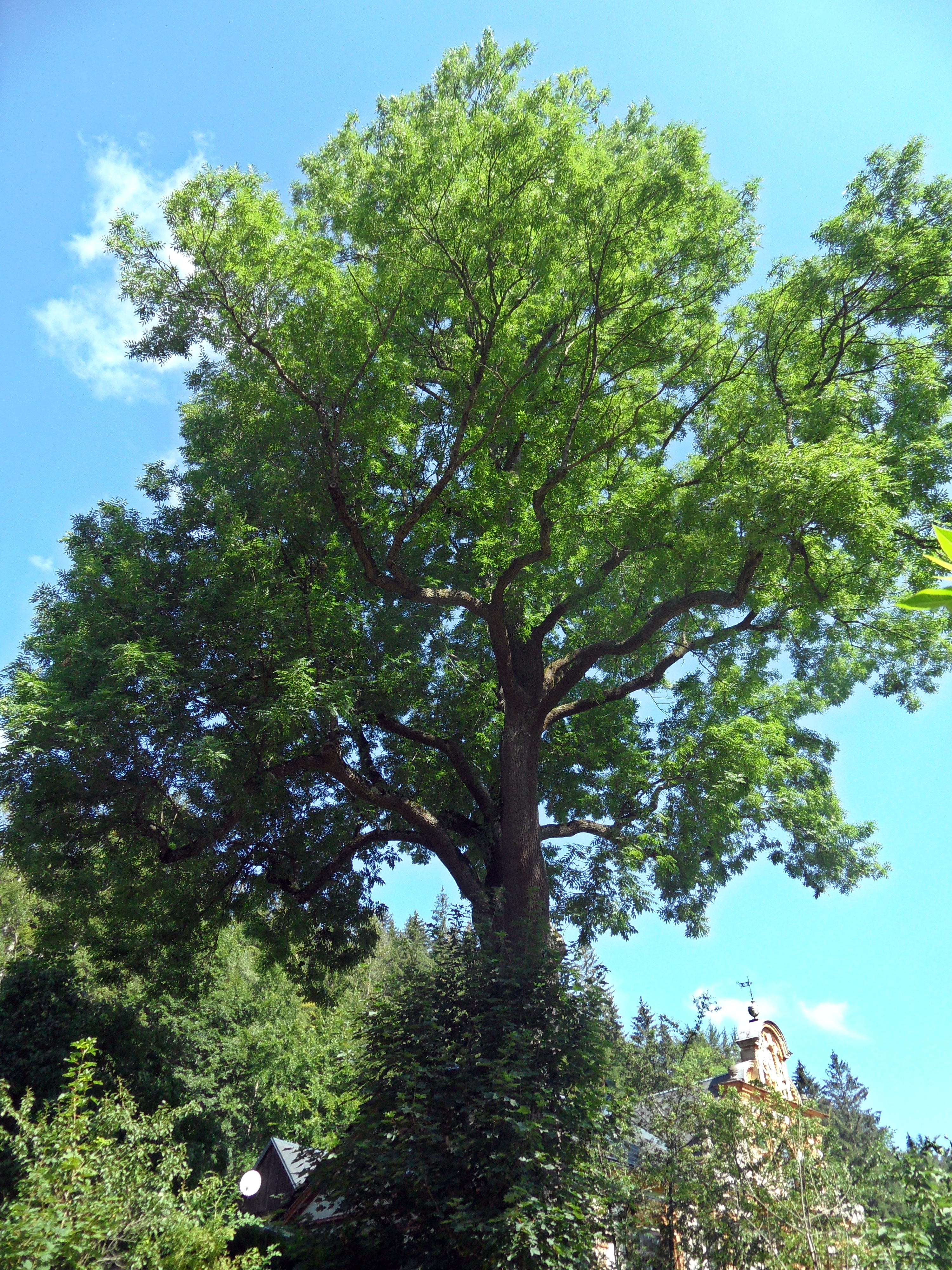
Polodetail koruny
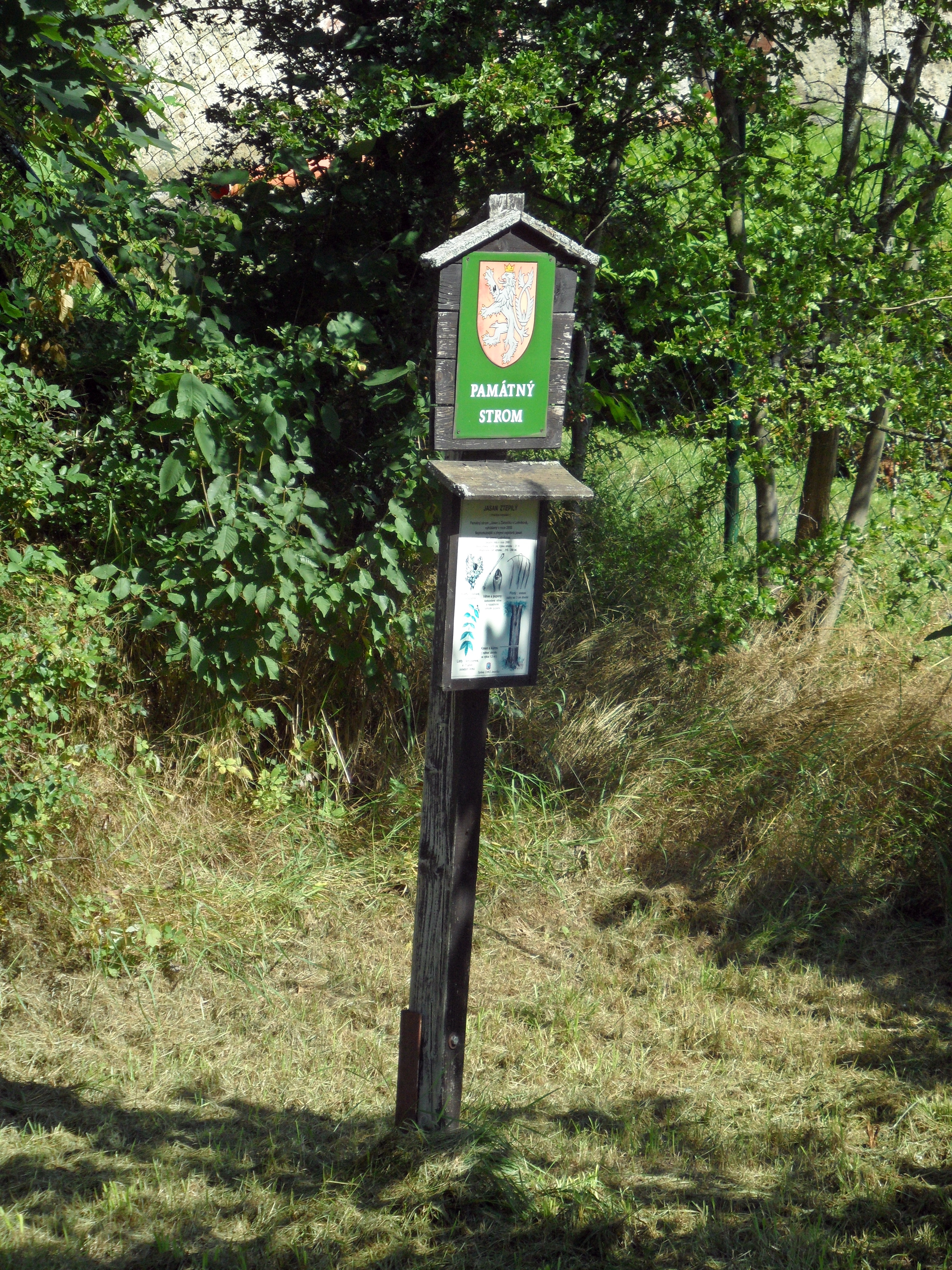
Polodetail označení památného stromu